# Las cartas de Papá Noel
Las cartas de Papá Noel es un libro que recopila las cartas que J. R. R. Tolkien escribía  a sus hijos en Navidad, simulando que estaban escritas por Papá Noel y que este se las dirigía a ellos narrando sus aventuras y las de sus ayudantes en el Polo Norte. Esta tradición duró desde 1920, cuando el primogénito John tenía tres años, hasta 1943, año en que la pequeña Priscilla cumplió los catorce. Tres años después de la muerte de Tolkien fueron editadas por Baillie Tolkien, la esposa de su hijo Christopher.

## Contenido

### Argumentos
Las cartas hablan de diferentes acontecimientos que ocurren en el Polo Norte y que tienen como protagonista a Papá Noel y a su principal ayudante, un oso polar llamado Karhu («Oso Pardo» en finés), pero al que Papá Noel normalmente llama simplemente Oso Polar del Norte. A lo largo de los años fueron interviniendo otros fantásticos personajes del Polo, como gnomos rojos, muñecos de nieve, osos de las cavernas y los dos sobrinos de Karhu, llamados Paksu («Gordo» en finés) y Valkotukka («Peloblanco» en finés), que aparecieron un día de visita por el Polo y se quedaron para siempre.
En los últimos años cobran más importancia las aventuras de los elfos, y su ayuda en la defensa de la casa de Papá Noel de los ataques de los trasgos, historias que evidentemente tienen ecos de las que Tolkien estaba elaborando para su legendarium, en el que las historias de elfos y trasgos son una parte importante. Parte de las últimas cartas son escritas por el elfo Ilbereth, secretario personal de Papá Noel.

### Las cartas originales
Los originales de estas cartas fueron cuidadosamente manuscritos por el propio Tolkien, simulando la letra de Papá Noel, temblorosa y vacilante, por la edad y el frío. En ocasiones el Oso Polar anotaba párrafos de su propia cosecha, con letras grandes y poderosas, y en otras era el elfo Ilbereth el que tomaba la pluma con trazos elegantes y ligeros.
La mayoría de las cartas estaban bellamente ilustradas por dibujos originales del autor, que se reproducen íntegramente en las ediciones publicadas de las cartas. Tolkien también diseñaba y dibujaba sobres, sellos y matasellos del Polo Norte para simular los envíos, que entregaba a sus hijos por mediación del cartero, o dejándolas junto a los regalos en la mañana de Navidad.

## Publicación
La edición de Houghton Mifflin fue publicada en 1976 con el título The Father Christmas Letters (Las cartas de Papá Noel en español, publicadas por Edhasa). Estaba editada por Baillie Tolkien, la segunda esposa de Christopher Tolkien. Incluyó ilustraciones originales para casi todas las cartas; pero, sin embargo, omitió varias ilustraciones e incluso cartas completas.
El libro fue reeditado en 1999 por Houghton Mifflin, con el título Letters from Father Christmas, Revised Edition, y en esta edición se incluyeron el resto de cartas y dibujos omitidos de la original. En 2004 esta misma edición fue publicada por HarperCollins con el título Letters from Father Christmas (Cartas de Papá Noel en español, publicadas por El Aleph).